# Tradizione (Chiesa cattolica)
Il termine Tradizione o Sacra Tradizione, nell'ambito della Chiesa cattolica, indica la trasmissione di notizie e fatti riguardanti la fede, avvenuta dapprima solo oralmente e poi conservata anche in forma scritta. Fa parte delle modalità di trasmissione della Rivelazione o del Depositum fidei della Chiesa cattolica, unitamente con le Sacre Scritture e il Magistero della Chiesa. 
La parola "tradizione" è tratta dal latino trado, che significa "consegnare" o "lasciare in eredità". Essa rende il verbo greco παραδίδωμι (paradidomi) che significa "donare", "trasmettere", ma anche "tradire (ricorre per il tradimento di Giuda), segno che servizio e tradimento della fede sono due realtà vicine, poiché una cattiva ed errata trasmissione della fede ne rappresenta anche un tradimento.
Gli insegnamenti di Dio sono scritti nella Bibbia e sono tramandati non solo nella Scrittura, ma anche nella vita di chi vive secondo i suoi insegnamenti. Gli insegnamenti della Tradizione non sono necessariamente messi per iscritto, ma sono vissuti e tramandati oralmente da coloro che hanno vissuto secondo i suoi insegnamenti, seguendo l'esempio della vita di Cristo, degli apostoli e di Paolo di Tarso così come riportati nel Nuovo Testamento. Questo perpetuo tramandando degli insegnamenti della Sacra Tradizione viene detto "tradizione vivente"; è la trasmissione degli insegnamenti della Tradizione da una generazione alla successiva. Il termine "deposito della fede" si riferisce all'interezza della rivelazione di Gesù Cristo ed è passato alle generazioni successive in due forme diverse, la Sacra Scrittura e la Sacra Tradizione (tramite la successione apostolica). 
Nella Catholic Encyclopedia, l'autore Fichtner fa risalire l'origine della tradizione al momento in cui Dio Padre, nel corso della storia della salvezza, si rivela al suo popolo e si incarna nella persona di Gesù Cristo. Di qui, gli apostoli per primi hanno fatto esperienza della rivelazione e hanno portato testimonianza grazie al sostegno dello Spirito Santo. Come anche ricorda papa Clemente I, «gli apostoli hanno predicato il vangelo ricevuto da Gesù Cristo, e Gesù Cristo era l'ambasciatore di Dio. Cristo, in altre parole, venne con un messaggio da Dio, e gli Apostoli con un messaggio da Cristo. Entrambe queste disposizioni ordinate, quindi, nascono dalla volontà di Dio.»
Le chiese cattolica, ortodossa e anglicana affiancano la Tradizione alle Scritture, intendendola come dottrina, sentimenti e usanze non desumibili dal testo biblico, che sono state trasmesse oralmente di generazione in generazione a partire da un'autorità ispirata. La subordinazione della Tradizione alle Scritture è estranea già ai padri della Chiesa, per i quali è valida la regula fidei e la tradizione viva rappresenta l'ambiente vitale entro il quale leggere le stesse Scritture.

## Tradizione divina, apostolica ed ecclesiastica

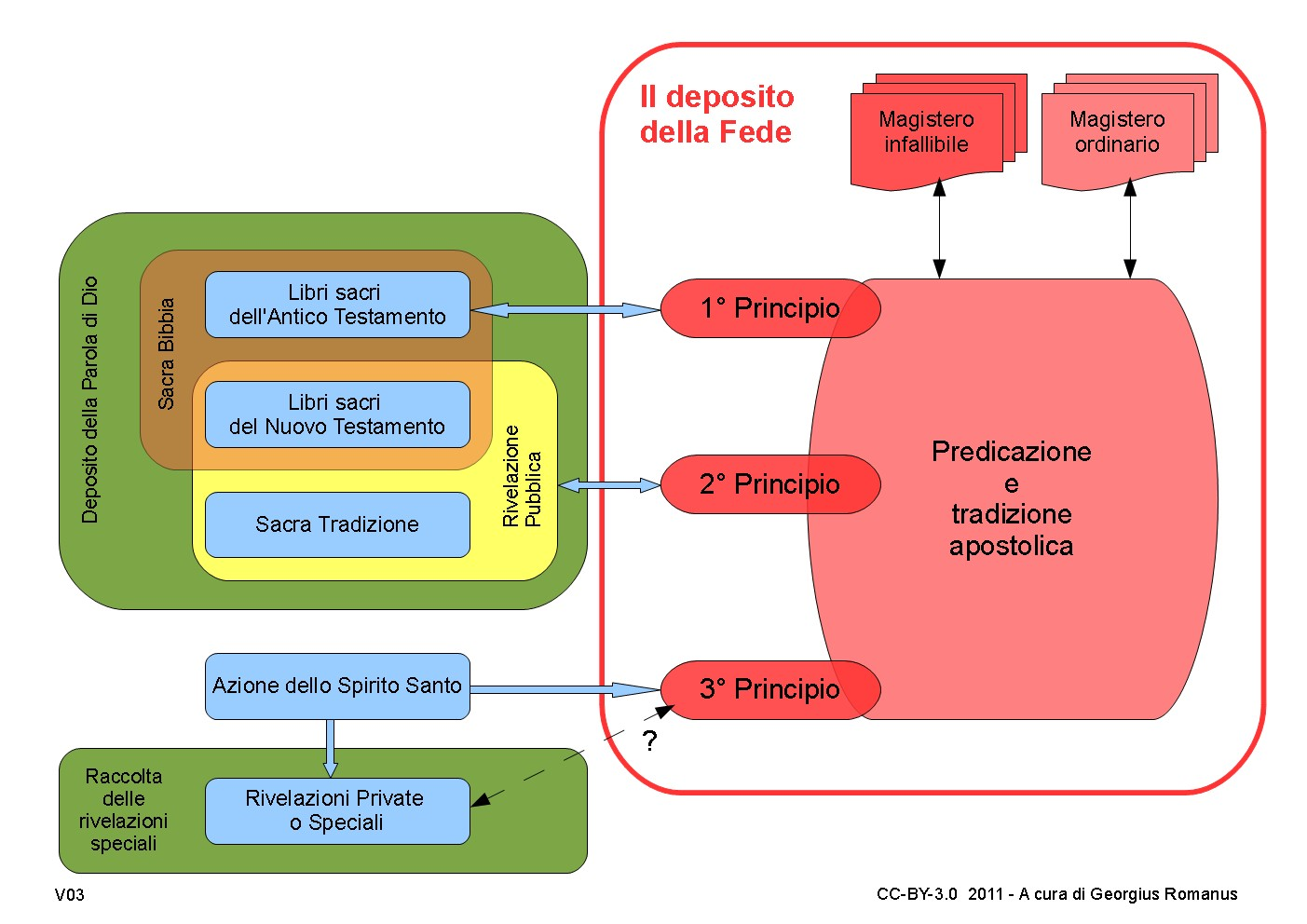
La tradizione all'interno della trasmissione del deposito della fede

La tradizione si può distinguere in divina, apostolica oppure in ecclesiastica in base alla sua origine:
1. Divina se iniziata da Dio o da Cristo.[2]
2. Apostolica se "proviene dagli apostoli e trasmette ciò che costoro hanno ricevuto dall'insegnamento e dall'esempio di Gesù e ciò che hanno appreso dallo Spirito Santo",[4] ed è pertanto eterna e non mutabile.
3. Ecclesiastica se c'è una trasmissione attraverso la Chiesa, ovvero passa per san Pietro e i suoi successori, perciò in materia di "ordini teologici, disciplinari, liturgici o devozionali sono nate nel corso del tempo nelle Chiese locali",[4] pertanto è mutabile e "queste «tradizioni» possono essere conservate, modificate oppure anche abbandonate sotto la guida del Magistero della Chiesa".

La tradizione apostolica è custodita e trasmessa dalla Chiesa, regolata per la prima volta dal Decreto tridentino del 1548 e dalla Professio fidei tridentina emanata nel 1564 da papa Pio IV, e solo in seguito dalla Dei Verbum del 1965.
Le fonti della Tradizione sono: il Magistero, i Padri della Chiesa, la liturgia viva e il consensus fidelium.

### Il Concilio di Trento
Il Decreto tridentino indica che le verità dogmatiche e la disciplina morale sono parimenti contenute sia nelle scritture sacre sia nella tradizione non scritta, ricevuta dagli apostoli dalle stesse parole di Gesù, e dagli stessi trasmessa grazie all'opera dello Spirito Santo di bocca in bocca fino all'epoca presente. 
Il Concilio tridentino affermò di rispettare sullo stesso piano le scritture dell'Antico Testamento, del Nuovo Testamento e la tradizione della fede e della morale, perché dettate a voce da Cristo o suggerite dallo Spirito Santo, poi conservate per successione dalla Chiesa cattolica. Perciò il concilio affermò l'esistenza di una tradizione non scritta, tuttavia non ne codificò né redasse una lista dal punto di vista dei contenuti. Tale tradizione comprende sia una "forma reale", ovvero l'attività e la vita della Chiesa, sia una "forma orale", ossia il racconto e la testimonianza: rappresenta, cioè, non solo un messaggio ma anche la viva realtà cristiana; la Chiesa infatti non solo diffonde il messaggio dell'eucaristia, ma la celebra anche continuamente sugli altari. Da un punto di vista storico, la tradizione si può inquadrare come il bagaglio dei riti, della liturgia, della disciplina ecclesiastica e della condotta pratica.
Inoltre affermò che le scritture sacre non sono da interpretare contrariamente alla tradizione, poiché nella storia del cristianesimo la rivelazione è stata trasmessa alle genti soprattutto attraverso la tradizione orale sia nell'Antico Testamento, prima e dopo la legge scritta di Mosè, sia nel Nuovo Testamento con la testimonianza evangelica nella predicazione apostolica.

#### La risposta al protestantesimo
Il Concilio tridentino chiarisce anche la posizione cattolica nei confronti del protestantesimo e sottolinea che i cristiani protestanti si distinguono dalla Chiesa di Roma, tra le altre cose, per non includere la tradizione tra le forme di trasmissione della rivelazione, ponendo invece in assoluto la regola della sola scriptura e del libero esame. Secondo il Concilio, i protestanti sarebbero inciampati in una contraddizione, non considerando cioè che il numero, il contenuto e l'autorità dei testi sacri è data anch'essa per tradizione.

### Il Concilio Vaticano II
Nella costituzione dogmatica Dei Verbum (1965) emanata dal Concilio Vaticano II e riguardante la rivelazione, al numero 7 si afferma che:
Ancora, al numero successivo, si ribadisce l'esistenza di una distinzione tra tradizione e scrittura: 
Pur essendo diverse, tra tradizione e scrittura vi è però unione e complementarità:

## La tradizione nel Nuovo Testamento
Il concetto della tradizione apostolica compare anche nel Nuovo Testamento, nella seconda lettera ai Tessalonicesi di san Paolo, con le espressioni "insegnamenti trasmessi" e "insegnamento ricevuto", come le istruzioni che gli apostoli hanno avuto da Gesù. Paolo conferisce in questo caso il medesimo valore a ciò che insegna scrivendo e a ciò che ha insegnato a viva voce. Allo stesso modo la Chiesa cattolica conferisce il medesimo valore a ciò che ha ricevuto da Cristo a viva voce per mezzo degli apostoli e a ciò che ha ricevuto mediante la Scrittura:
(2 Tessalonicesi 2:15; 3:6)

## Criteri
Secondo il Commonitorio di Vincenzo di Lerino occorre preservare ciò che è stato creduto in ogni luogo, sempre e da tutti (Id teneamus quod ubique, quod semper, quod ab omnibus creditum est). Universalità, antichità e unanimità di consenso sono in altre parole i tre criteri per identificare ciò che appartiene alla tradizione.
In generale, il pervenire di una verità fino al tempo presente, passando indenne attraverso i secoli e il loro oblio, è intesa come una prova possibile della sua importanza soprannaturale, essendo Dio il Signore della storia che ha permesso tale sopravvivenza nel tempo.
La Scuola di Tubinga, in particolare Newman e Muller, aggiunsero i criteri di una verità legata al mistero pasquale di Cristo e legata al mandato di amore fraterno.

## Nel diritto canonico
Il Codice di diritto canonico del 1983 riconosce espressamente il ruolo della Tradizione:
(Can. 6 4) § 2)
Ciò riflette il mandato di Matteo 28,19-20: "ammaestrate le nazioni...insegnando loro ad osservare tutto ciò che vi ho comandato", che significa custodire e trasmettere la tradizione, riconoscendole il ruolo centrale nel deposito della fede e nella successione apostolica.